# Василёк русский
Василёк ру́сский (лат. Centauréa ruthénica) — растение, вид рода Василёк семейства Астровые, или Сложноцветные.

## Ареал и среда обитания
Среднеазиатско-номадийский вид. Распространён в Юго-Восточной Европе, на Кавказе, в Средней Азии, Казахстане, на Урале, на Алтае.
Для произрастания выбирает степные разнотравные луга и кустарниковые заросли, травянистые и каменистые склоны, опушки берёзовых колков.

## Ботаническое описание

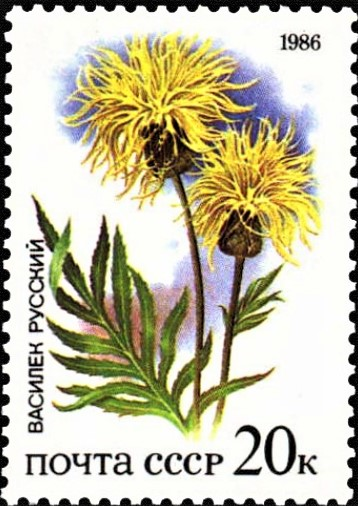
На почтовой марке СССР

Многолетнее растение. Корень толстый, нередко многоглавый.
Стебель от 50 до 100 см, один или несколько, покрыт пухом. Остальные части растения гладкие. Шейка покрыта остатками прошлогодних листьев.
Листья от 10 до 25 см, шириной до 10 см, кожистые перисто-раздельные или перисто-рассечённые, самые нижние черешковые, остальные сидячие. Доли листьев узкие от линейных до ланцетных, по краям мелко хрящевато-зубчатые.
Корзинки одиночные или немногочисленные на концах стебля и его ветвей. Обёртка голая до 2,5 см длиной и до 2 см шириной, цвет — бледно-зелёный. Цветки — жёлтые.
Семянки гладкие, светлые до 6—8 мм длиной.
Цветёт в июле — августе, плодоносит в августе — сентябре.

## Охрана
Включён в Красные книги следующих субъектов Российской Федерации: Белгородская область, Воронежская область, Курская область, Липецкая область, Республика Мордовия, Нижегородская область, Орловская область, Пензенская область, Ростовская область, Рязанская область, Саратовская область, Республика Татарстан, Тамбовская область, Тульская область, Ульяновская область, Чувашская республика, а также в Красные книги Донецкой и Харьковской областей Украины.

## Синонимы
На основе данных theplantlist.org Архивная копия от 9 июля 2013 на Wayback Machine (англ.). Проверено 24 ноября 2013 г.
- Bielzia schwarzenbergiana (Schur) Schur
- Centaurea schwarzenbergiana Schur
- Centaurium ruthenicum (Lam.) Cass.
- Rhaponticoides ruthenica (Lam.) M.V.Agab. & Greuter